# Przemków Miasto
Przemków Miasto – stacja kolejowa w Przemkowie, w województwie dolnośląskim, w Polsce.